# Spododes bifilata
Spododes bifilata là một loài bướm đêm trong họ Geometridae.